# Théorème des sécantes au cercle

En géométrie euclidienne, le théorème des sécantes au cercle ou simplement le théorème des sécantes décrit la relation entre les segments de droite créés par deux sécantes passant toutes deux par un même cercle associé.
Pour deux droites AD et BC qui se croisent en P et pour lesquelles A, B, C, D se trouvent toutes sur le même cercle, l'équation suivante est vraie :
{\displaystyle |PA|\cdot |PD|=|PB|\cdot |PC|}
Le théorème découle directement du fait que les triangles △PAC et △PBD sont semblables. En effet, ils ont le même angle ∠DPC et on a ∠ADB = ∠ACB car ce sont des angles inscrits sur AB . La similitude donne une équation pour les rapports qui est équivalente à la formulation du théorème donné ci-dessus : {\displaystyle {\frac {PA}{PC}}={\frac {PB}{PD}}\Leftrightarrow |PA|\cdot |PD|=|PB|\cdot |PC|}
Avec le théorème des cordes sécantes et le théorème tangente-sécante, le théorème des sécantes au cercle représente l'un des trois cas fondamentaux d'un théorème plus général concernant deux droites sécantes et un cercle : le théorème de la puissance du point.